# Trüllikon
Trüllikon est une commune suisse du canton de Zurich.

## Histoire
Des fouilles montrent que la région de Trüllikon était habitée dès l’âge du bronze, avec des villas romaines et des tours de guet sur le Rhin. Après le départ des Romains en 454, les Alamans s’y installèrent. Mentionnés pour la première fois en 858, les villages de Trüllikon, Rudolfingen et Wildensbuch faisaient partie des terres données à l’abbaye de Rheinau. Plus tard, Rudolfingen passa à d’autres monastères, tout en conservant une juridiction propre jusqu’en 1798. En 1662, la famille zurichoise Bürkli acquit la juridiction de Trüllikon.

Jusqu’en 1798, Trüllikon appartenait au bailliage de Kybourg. Pendant la Médiation, il fut rattaché à différents districts avant d’intégrer celui d’Andelfingen en 1831. Trüllikon incluait aussi Truttikon, qui devint une commune indépendante en 1878, bien que les deux villages partagent encore une paroisse.

Photo aérienne (1953).